# Ausonia (Córdova)
Ausonia (Córdoba) é um município da província de Córdova, na Argentina.